# Hindustan Times
Hindustan Times  é um jornal diário indiano fundado em 1924 por Sunder Singh Lyallpuri, originado do Movimento de independência da Índia. Segundo uma pesquisa do Indian Readership Survey em 2014, revelou que o Hindustan Times é o segundo jornal em inglês mais lido na Índia depois de The Times of India. O periódico é bastante popular na Índia do Norte, com edições simultâneas de Nova Deli, Mumbai, Kolkata, Lucknow, Patna, Ranchi, Bhopal, e Chandigarh.